# 閑谷校 (小惑星)
閑谷校 (しずたにこう、7634 Shizutani-Kou) は小惑星帯に位置する小惑星。香西洋樹と古川麒一郎が東京天文台木曽観測所で発見した。
名前は、江戸時代前期に岡山藩によって開かれた庶民のための学校、閑谷学校から命名された。同校の校地は国の特別史跡、講堂は国宝に指定されている。